# أوتمار إيسينغ
أوتمار إيسينج (بالألمانية: Otmar Issing) من مواليد 27 مارس 1936 في فورتسبورغ هو اقتصادي ألماني شغل منصب كبير الاقتصاديين في المجلس التنفيذي للبنك المركزي الأوروبي من عام 1998 إلى عام 2006. لقد طور نهج "الركيزتين" في صنع القرار المتعلق بالسياسة النقدية الذي تبناه البنك المركزي الأوروبي. بعد تركه للمجلس التنفيذي، شغل إيسينج منصب رئيس مركز الدراسات المالية ‏ منذ عام 2006.